# Mesosa yayeyamai
Mesosa yayeyamai là một loài bọ cánh cứng trong họ Cerambycidae.